# Vladyslav Soupriaha
Vladyslav Serhiïovytch Supriaha (en ukrainien : Владислав Сергійович Супряга), né le 15 février 2000 à Sarata dans l'oblast d'Odessa en Ukraine, est un footballeur ukrainien évoluant au poste d'avant-centre au Dynamo Kyïv.

## Biographie

### En club
Vladyslav Supriaha commence le football au FK Dnipro, où il est formé et où il commence avec l'équipe réserve. Le 10 août 2018, il s'engage avec le Dynamo Kiev en signant un contrat de cinq ans.
Le 28 août 2018, il joue son premier match de Ligue des champions face à l'Ajax Amsterdam. Il est titulaire ce jour-là, le score de la rencontre reste nul et vierge (0-0).

### En sélection
Avec les moins de 17 ans, il participe au championnat d'Europe des moins de 17 ans en 2017. Lors de cette compétition organisée en Croatie, il joue trois matchs, avec une seule victoire, contre la Norvège.
Il participe ensuite avec les moins de 19 ans à l'Euro 2018 des moins de 19 ans qui se déroule en Finlande. Lors de cette compétition, il joue quatre matchs, inscrivant un but contre l'Angleterre. L'Ukraine s'incline en demi-finale face au Portugal.
Il participe avec les moins de 20 ans à la Coupe du monde 2019 des moins de 20 ans qui se déroule en Pologne. Lors de ce tournoi, il joue sept matchs mais n'est pas toujours titulaire. Il participe à la victoire de son équipe dans la compétition, en débutant notamment la finale, le 15 juin 2019, face à la Corée du Sud. Il se montre décisif lors de ce match puisqu'il permet à son équipe de remporter la rencontre en réalisant un doublé (3-1 score final).

## Statistiques
| Saison                | Club                  | Championnat           | Championnat | Championnat | Coupe(s) nationale(s) | Coupe(s) nationale(s) | Compétition(s) continentale(s) | Compétition(s) continentale(s) | Compétition(s) continentale(s) | Total | Total |
| Saison                | Club                  | Division              | M.          | B.          | M.                    | B.                    | Comp.                          | M.                             | B.                             | M.    | B.    |
| 2017-2018             | SK Dnipro-1           | D3                    | 22          | 7           | 6                     | 0                     | -                              | -                              | -                              | 28    | 7     |
| 2018-2019             | Dynamo Kiev           | D1                    | 6           | 0           | 1                     | 0                     | C1+C3                          | 1+2                            | 0                              | 10    | 0     |
| 2019-2020             | SK Dnipro-1 (prêt)    | D1                    | 24          | 14          | 1                     | 0                     | -                              | -                              | -                              | 25    | 14    |
| 2020-2021             | Dynamo Kiev           | D1                    | 17          | 2           | 3                     | 0                     | C1+C3                          | 9+2                            | 1+0                            | 31    | 3     |
| Total sur la carrière | Total sur la carrière | Total sur la carrière | 69          | 23          | 11                    | 0                     | -                              | 14                             | 1                              | 94    | 24    |

## Palmarès

### En club
- Champion d'Ukraine en 2021 avec le Dynamo Kiev.

### En sélection
- Vainqueur de la Coupe du monde des moins de 20 ans en 2019 avec l'équipe d'Ukraine des moins de 20 ans.